# Legió Panetier
La Légion de Panetier va ser un dels batallons de tropes reialistes creats pel comte de Panetier.
La unitat va comptar amb uns 400 homes, amb el reforç de 94 homes escapats del Setge de Toló, que van lluitar al costat de les tropes espanyoles del general Antonio Ricardos en la Guerra Gran entre el Regne d'Espanya i la França Revolucionària, en la que van defensar Portvendres el maig de 1794, sent evacuats per mar per evitar la seva captura i guillotinament, i a Zamora el 5 de gener de 1796.
Foren comandats pel comte de Panetier, i a la seva mort en gener de 1794 pel general Santa-Clara.